# Fernand Feyaerts
Fernand Feyaerts (1880 - Brussel·les, 11 de juliol de 1927) va ser un nedador i waterpolista belga que va competir a cavall del segle xix i el segle xx.
El 1900 va prendre part en els Jocs Olímpics de París, on va guanyar la medalla de plata en la competició de waterpolo, tot formant part del Brussels Swimming and Water Polo Club.
Vuit anys més tard va disputar els Jocs de Londres, on tornà a guanyar la medalla de plata en la competició de waterpolo. Per la seva banda en els 100 metres lliures del programa de natació quedà eliminat en les rondes preliminars.